# Parti libéral-conservateur (Espagne)
Pour les articles homonymes, voir Parti libéral-conservateur, Parti libéral et Parti conservateur.
Le Parti libéral-conservateur (espagnol : Partido Liberal-Conservador, connu aussi sous le nom de Parti conservateur) était une formation politique fondée en Espagne par Antonio Cánovas del Castillo au moment de solliciter Alphonse XII pour assumer la couronne d'Espagne après l'échec de la Première République. Elle regroupait des groupes hétéroclites, depuis les partisans d'Isabelle II d'avant l'avènement de la République, jusqu'aux membres de l'Union Libérale ou du parti modéré.
À la suite du pacte du Pardo signé avec le parti libéral, les deux partis s'accordèrent sur une alternance politique concertée (le turno pacífico), basée sur des élections dont les résultats étaient convenus — et souvent annoncés — à l'avance.
Le parti était directement lié à son fondateur et il dut faire face à d’importantes fragmentations internes à la suite de sa disparition.

## Histoire
Le parti est fondé est mené par Antonio Cánovas del Castillo pour présider les premiers gouvernements de la Restauration, régime dont Cánovas est l'artisan. Il rassemble diverses tendances politiques du règne d’Isabelle II, en premier lieu issues du Parti modéré — qui forment l'aile droite du parti — et de l’Union libérale — faction menée par Francisco Silvela —.

## Leaders du parti conservateur
- 1876-1897 : Antonio Cánovas del Castillo
- 1897-1905 : Francisco Silvela
- 1905-1913 : Antonio Maura
- 1913-1921 : Eduardo Dato Iradier
- 1921-1923 : Vacant
- 1923-1930 : Vacant/Dictature de Primo de Rivera
- 1930-1931 : Juan de la Cierva y Peñafiel